# أندرو ويفر
أندرو ويفر هو لاعب شطرنج وأستاذ جامعي وسياسي كندي، ولد في 1961 في فيكتوريا في كندا. نشط حزبياً في حزب الخضر في كولومبيا البريطانية. وقد انتخب قائد ‏ حزب الخضر في كولومبيا البريطانية (9 ديسمبر 2015 – ) وانتخب عضو الجمعية التشريعية لكولومبيا البريطانية ‏ عن دائرة Oak Bay-Gordon Head ‏ خلال فترته النيابية ‏.

## وصلات خارجية
- الموقع الرسمي